# Graeme Reid
Graeme Reid (geb. vor 1980 in Johannesburg) ist ein südafrikanischer Sozialwissenschaftler und LGBT-Aktivist. Er ist Direktor des LGBT-Programmes bei der Menschenrechtsorganisation Human Rights Watch. Seit 2023 ist er Sachverständiger für den Schutz vor Gewalt aufgrund sexueller Orientierung beim UN-Menschenrechtsrat.

## Biographie
Graeme Reid kam in Johannesburg zur Welt. Er absolvierte dort an der Witwatersrand-Universität ein Anthropologie-Studium, das er 1999 mit dem Master abschloss. Zunächst war er als Koordinator für das Gay and Lesbian Memory in Action - Gay and Lesbian Archives in South Africa (GALA) tätig, seit 1997 arbeitet er als Forscher am Institute for Social and Economic Research seiner Alma Mater. 2007 promovierte er an der Universität Amsterdam. Der Titel seiner Dissertation lautete „How to be a ‚real‘: emerging gay spaces in small—town South Africa“.
Gemeinsam mit Paulo Alberton drehte Reid 2000 den Dokumentarfilm Dark and Lovely, Soft and Free für die Gay and Lesbian Archives, der auf den Recherchen von Reids Dissertation basierte. Dargestellt wird das Leben der Mitglieder eines Netzwerks von queeren Hairstylisten in den verschiedensten ländlichen Regionen Südafrikas in den verschiedensten Lebensbezügen. Die freundlich-akzeptierende Haltung des Filmes kontrastiert mit der weitverbreiteten Homophobie in Subsahara-Afrika.
2023 wurde Graeme Reid  vom UN-Menschenrechtsrat als Nachfolger des Costa-Ricaners Victor Madrigal-Borloz zum Sachverständigen für den Schutz vor Gewalt aufgrund sexueller Orientierung ernannt.

## Publikationen (Auswahl)
- Graeme Reid: Real Gay: Gay Identities in small-town South Africa. University of Kwazulu Natal Pr, 2013, ISBN 978-1-86914-243-8 (englisch).
- Graeme Reid: Above the Skyline: Reverend Tsietsi Thandekiso und the Founding of an African Gay Church. University of South Africa, 2015, ISBN 978-1-86888-554-1 (englisch).
- Adelson, S., Miller, A.M., Johnson, K., Reid, G.: What psychiatry can do to end LGBT conversion therapy. In: The Lancet Psychiatry 9(9), pp. E40. 2022 (englisch).
- Adelson, S.L., Reid, G., Miller, A.M., Sandfort, T.G.M.: Health Justice for LGBT Youths: Combining Public Health and Human Rights. In: Journal of the American Academy of Child and Adolescent Psychiatry 60(7), pp. 804–807. 2021 (englisch).
- Gevisser, M., Reid, G.: Defiant Desire: Gay and Lesbian Lives in South Africa, pp. 278–283. 2013, Pride or protest?: Drag queens, comrades, and the lesbian and gay pride march (englisch).
- Awondo, P., Geschiere, P., Reid, G.: Raisons Politiques 49(1), pp. 95–118. 2013, Une Afrique homophobe ? Sur quelques trajectoires de politisation de l'homosexualité : Cameroun, Ouganda, Sénégal et Afrique du Sud (französisch).